# Spalax leucodon
El espálaco (Spalax leucodon) o espálaco topo es una especie de roedor de la familia Spalacidae. 
Mide de 15 a 24 cm de largo.

## Distribución geográfica
Se encuentra en Bosnia y Herzegovina, Bulgaria, Grecia, Hungría, Macedonia, Rumania, Serbia, Montenegro, Turquía, y Ucrania. 
El espálaco habita el sudeste de Europa y Asia Menor, abunda en Rusia meridional, Grecia y la zona de los Balcanes.